# بحيرة توركانا
بحيرة توركانا (/[invalid input: 'icon']tɜːrˈkɑːnə/ أو /tɜːrˈkænə/)، التي كانت تُعرف في السابق باسم بحيرة رودولف، هي بحيرة تقع في الوادي المتصدع في كينيا، ويمتد طرفها الشمالي الأقصى ويعبر إلى إثيوبيا. وتُعد أكبر بحيرة صحراوية دائمة في العالم، فضلاً عن كونها أيضًا أكبر بحيرة قلوية. ومن حيث الحجم تُعتبر رابع أكبر بحيرة مالحة في العالم[بحاجة لمصدر] بعد بحر قزوين ويسيك كول وبحيرة وان (التي تمر عبر جنوب بحر آرال المنكمش)، وبين جميع البحيرات فإنها تحتل المرتبة الرابعة والعشرين. وماء البحيرة هو صالح للشرب ولكنه ليس لذيذ المذاق. وهو يدعم الحياة البرية الثرية التي تعيش في البحيرات. والمناخ حار وجاف جدًا. 
والصخور الموجودة في المنطقة المحيطة هي في الغالب بركانية. والجزيرة الوسطى هي عبارة عن بركان نشط، ينبعث منها أبخرة. وتوجد نتوءات وشواطئ صخرية على الشاطئ الشرقي والشاطئ الجنوبي للبحيرة، بينما توجد كثبان وألسنة وسهول على الشاطئ الغربي والشمالي عند ارتفاع منخفض.
يمكن أن تكون الرياح الشاطئية والرياح القريبة من الشاطئ قوية للغاية نظرًا لأن البحيرة تسخن وتبرد على نحو أكثر بطئًا من الأرض. وتهب عواصف مفاجئة وقوية بشكل متكرر. وتصب ثلاثة أنهار (نهر أومو ونهر توركويل ونهر كيريو) في البحيرة، غير أنه بسبب عدم وجود منفذ لتصريف المياه فإن الفاقد في المياه يكون فقط عن طريق التبخر. وحجم وأبعاد البحيرة متغيرة. على سبيل المثال، انخفض منسوبها عشرة أمتار خلال الفترة ما بين 1975م و1993م.
وبسبب درجة الحرارة والجفاف وصعوبة الوصول الجغرافي، تحتفظ البحيرة بطابعها البري. وتوجد تماسيح النيل بكميات كبيرة في المسطحات. وتُعتبر الشواطئ الصخرية موطنًا للعقارب وأفاعي السجاد. وعلى الرغم من أن البحيرة والمناطق المحيطة بها كانت شائعة كوجهة للرحلات من كل نوع تحت إشراف المرشدين وحراس البحيرة والأشخاص ذوي الخبرة، إلا أنه يجب اعتبارها مصدر خطورة للسياح الذين ليس لديهم مرشدون.
والحدائق الوطنية لبحيرة توركانا مدرجة الآن كأحد مواقع التراث العالمي التي ترعاها منظمة اليونسكو. وتقع حديقة سيبيلوي الوطنية على الشاطئ الشرقي للبحيرة، في حين أن حديقة الجزيرة الوسطى الوطنية وحديقة الجزيرة الجنوبية الوطنية تقعان في البحيرة. وكل منهما معروفة بالتماسيح الخاصة بها.
وتُعتبر منطقة بحيرة توركانا من قِبل العديد من علماء الأنثروبولوجيا مهد البشرية بسبب وفرة الحفريات البشرية.

## الحواشي
1. ↑  وصلة مرجع: http://wldb.ilec.or.jp/Details/Lake/AFR-20.
2. ↑  The boundary between Ethiopia and Kenya has been a contentious rational distinction. A brief consideration of the topic can be found in the State Department document, Ethiopia - Kenya Boundary نسخة محفوظة 18 مارس 2009 على موقع واي باك مشين. "نسخة مؤرشفة" (PDF). مؤرشف من الأصل في 2012-04-19. اطلع عليه بتاريخ 2018-02-03.{{استشهاد ويب}}:  صيانة الاستشهاد: BOT: original URL status unknown (link)
3. ↑  Historic lake levels are graphed in the World Lakes Database. [وصلة مكسورة] نسخة محفوظة 9 ديسمبر 2012 على موقع واي باك مشين.

## وصلات خارجية
- Lake Turkana's entry on UNESCO's list of World Heritage Sites
- Satellite images showing Lake Turkana's falling water levels نسخة محفوظة 20 أكتوبر 2004 على موقع واي باك مشين.
- Ongoing Palaeoanthropological research in the Turkana Basin
- World Lakes Database
- Lake Turkana National Park
- Masai Xeric Grasslands and Shrublands
- Remote Tribes of Northern Kenya
- Crocodile Natural History
- Africa Resources Working Group Gibe III Dam Lake Turkana
- The Turkana Basin Institute
- Sibiloi National Park, World Heritage Site